# GSZ-Stadion
Das GSZ-Stadion (griechisch Γυμναστικός Σύλλογος Ζήνων; Γ.Σ.Ζ., griechisch ɣasiˈzi) ist ein Fußballstadion mit Leichtathletikanlage in der zyprischen Stadt Larnaka des gleichnamigen Bezirks. Meist wird es als Neo GSZ-Stadion bezeichnet, um es vom 1902 erbauten alten GSZ-Stadion zu unterscheiden, welches es ersetzt hatte. Es bietet insgesamt maximal 13.032 Zuschauern Platz und wird derzeit vom Fußballverein ASIL Lysi als Heimspielstätte genutzt. Die Eigentümerin und Betreiberin ist die "O Zenon" Gymnastics Association, welche ihren Namen vom antiken Philosophen Zenon von Kition ableitete.

## Geschichte
Das Einweihungsspiel fand im April 1982 als Freundschaftsspiel zwischen dem Pezoporikos Larnaka FC und EPA Larnaca statt. Aufgrund der zu dieser Zeit noch nicht vorhandenen Infrastruktur folgte das erste offizielle Spiel dann jedoch erst am 19. Februar 1983 mit einem 0:0 zwischen Pezorpikos und Olympiakos.
Seit der Eröffnung wurde das Neo GSZ u. a. von den Fußballvereinen Anorthosis Famagusta, Nea Salamis Famagusta und Alki Larnaka genutzt. Die meisten Klubs nutzen das Stadion dabei bis Mitte der 1990er Jahre, der längste Nutzer, wenn auch mit zahlreichen Unterbrechungen war Alki mit letzter Nutzung 2014. Zudem nutzen es seit 1983 Pezoporikos Larnaka sowie EPA Larnaka und ab 1994 bis 2016 als zusammengeschlossener AEK Larnaka. Seitdem wechselte der jeweilige Club stetig, von 2017 bis 2018 war es zunächst Ermis Aradippou und seit 2019 Alki Oroklini. Von der UEFA ist das Stadion aufgrund der zu geringen Kapazität nicht für Spiele in der UEFA Champions League zugelassen.
1993 wurde erstmals das Endspiel im zyprischen Fußballpokals im neuen GSZ-Stadion ausgetragen. Seit 2000 wird es, bis auf 2013 und 2016, regelmäßig im Stadion in Larnaka ausgetragen. Das größte Veranstaltung im GSZ-Stadion war das Finale der U-18-Fußball-Europameisterschaft 1998 zwischen Irland und Deutschland, das 1:1 endete. Irland besiegte Deutschland mit 4:3 im Elfmeterschießen. Am selben Tag fand im Stadion auch das Spiel um den dritten Platz statt, in dem Portugal gegen Kroatien mit 5:4 im Elfmeterschießen gewann. Außerdem ist das Stadion seit der ersten Austragung 2008 ein Spielort des Frauenfußballturniers Zypern-Cup.